# 中国国际经济交流中心
中国国际经济交流中心，是经中华人民共和国政府批准成立的国际性经济研究、交流和咨询服务机构，是集中经济研究领域高端人才并广泛联系各方面经济研究力量的综合性社团组织。

## 历史
创建于2009年，位于北京西城区永定门内大街5号（近先农坛社区）。由时任总理温家宝亲自下达批示成立，将原有的国际合作中心和对外开放咨询中心两大智库合并而成。被视为中国顶级智库。

## 机构设置

### 理事长
- 曾培炎 国务院原副总理

### 顾问
- 董建华 全国政协副主席
- 蒋正华 全国人大常委会原副委员长
- 唐家璇 原国务委员
- 徐匡迪 全国政协原副主席